# St. Bartholomäus (Hötensleben)

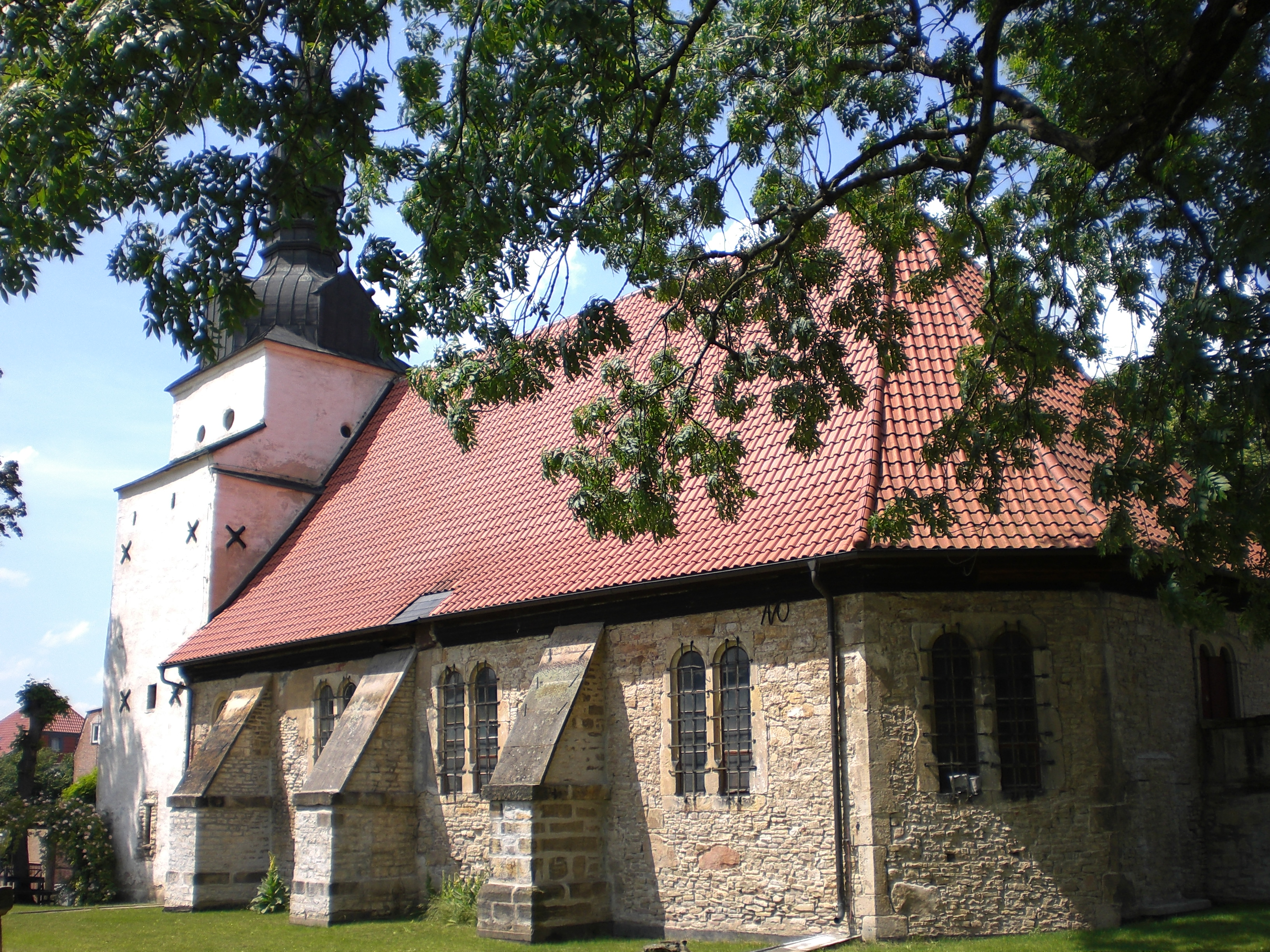
Sankt-Bartholomäus-Kirche

Die Sankt-Bartholomäus-Kirche ist die evangelische Kirche des Dorfes Hötensleben in Sachsen-Anhalt, benannt nach dem Apostel Bartholomäus.

## Architektur
Das Kirchengebäude entstand etwa 1500 im Stil der Spätgotik an der Stelle eines Vorgängerbaus. Die Vorgängerkirche war vermutlich bereits im 12. Jahrhundert durch das Schöninger Lorenzkloster gebaut worden. Von der mittelalterlichen Vorgängerkirche blieb der quer zum Kirchenschiff auf rechteckigem Grundriss stehende Turm erhalten. Der Kirchturm befindet sich westlich des Schiffs. Östlich schließt das Schiff dreiseitig ab. Die am Kirchenschiff erkennbaren Stützpfeiler wurden erst nachträglich angebaut.

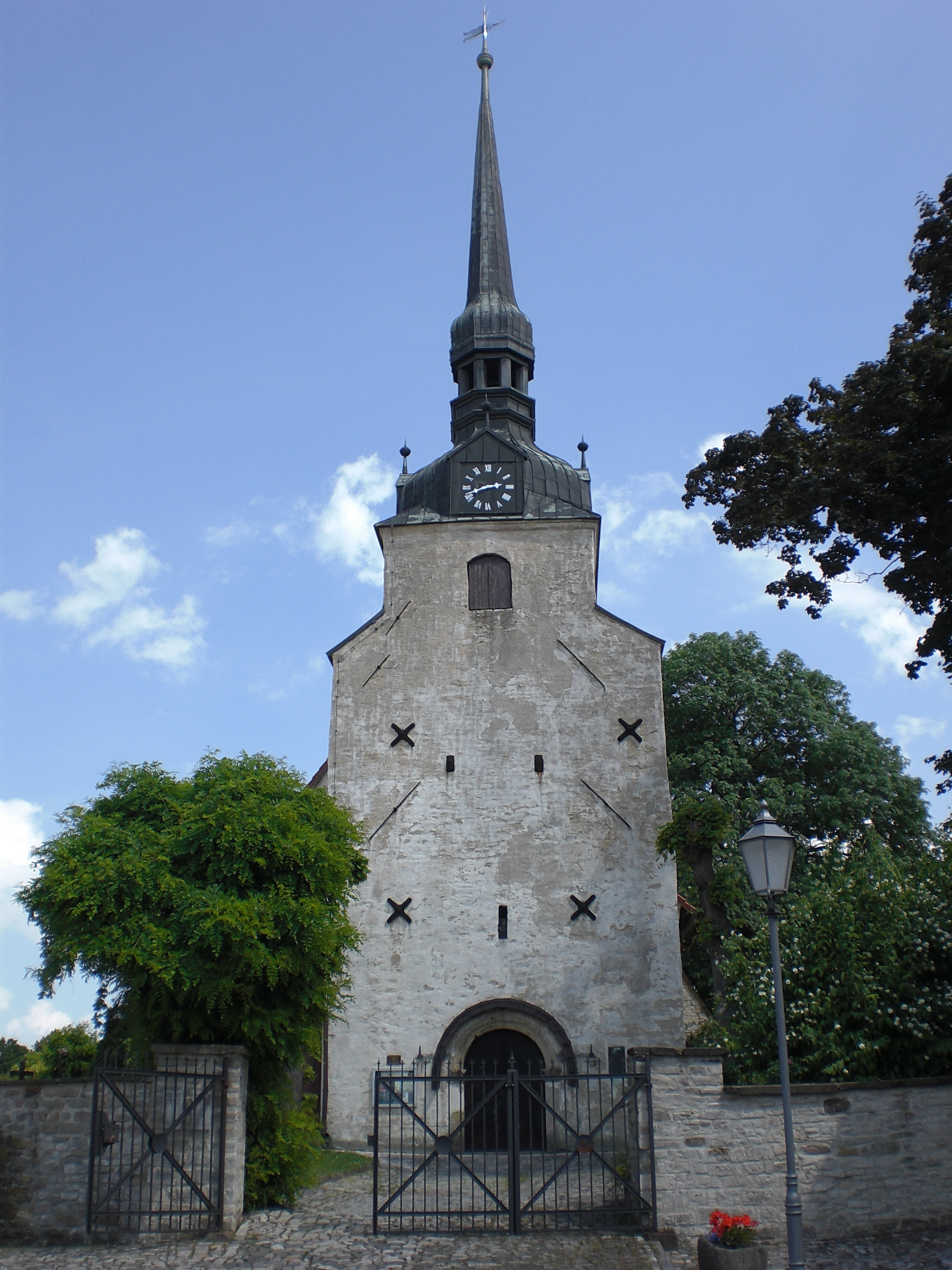
Kirchturm

Nach dem Dreißigjährigen Krieg wurde ein umfassender Wiederaufbau erforderlich, der in den Jahren 1675 bis 1680 auf Veranlassung des Landgrafen Friedrich zu Hessen-Homburg, der in Hötensleben eine Nebenresidenz unterhielt, erfolgte. Im Zuge dieser Baumaßnahmen erhielt der Turm seinen achteckigen Aufsatz mit Laterne und spitzem Turmhelm. Auch die Portale an Ost- und Westseite sowie die paarweise ausgeführten Rundbogenfenster mit profilierter Rahmung aus Sandstein entstanden in dieser Zeit. Gleiches gilt für die mit Wappen versehene Freitreppe vor dem Ostportal.

## Ausstattung
Bemerkenswert ist die komplett noch im Stil des Barocks vorhandene Ausstattung. Sie entstand gleichfalls beim ab 1675 durchgeführten Wiederaufbau und wurde nach einer vorhandenen Inschrift 1691 mit der Ausmalung der Kirche fertiggestellt. Die hölzernen Ausstattungsgegenstände entstanden zwischen 1678 und 1680. Aus dieser Zeit stammen die von Georg Matthias Hermann geschaffene Altarwand und Kanzel. Die Altarwand nimmt die gesamte Breite und Höhe des Kirchenschiffs ein. Seitliche Durchgänge führen zur Sakristei. Die Altarwand zeigt in der Mitte ein das Abendmahl darstellendes Gemälde. Über dem Gemälde befindet sich der Korb der Kanzel mit darüber befindlichen Schalldeckel. Über dem Schalldeckel wird auf einem Gemälde die Abnahme Christis vom Kreuz in einem achteckigen Rahmen mit einem Reigen von Engeln gezeigt, darüber Christus im Triumph. Die schrägstehenden Seitenteile enthalten Muschelnischen, in denen sich die Tugenden befinden.
Das Kirchgestühl im Chor ist als Kastengestühl gestaltet und mit geschnitzten Fruchtgehängen und Rosetten verziert. Das im Kirchenschiff befindliche Gestühl ist schlichter gehalten.
Das Taufbecken befindet sich vor dem Altartisch. Es setzt mit einem von zwei Engeln gehaltenen Muschelbecken den Stil der Altarwand fort.

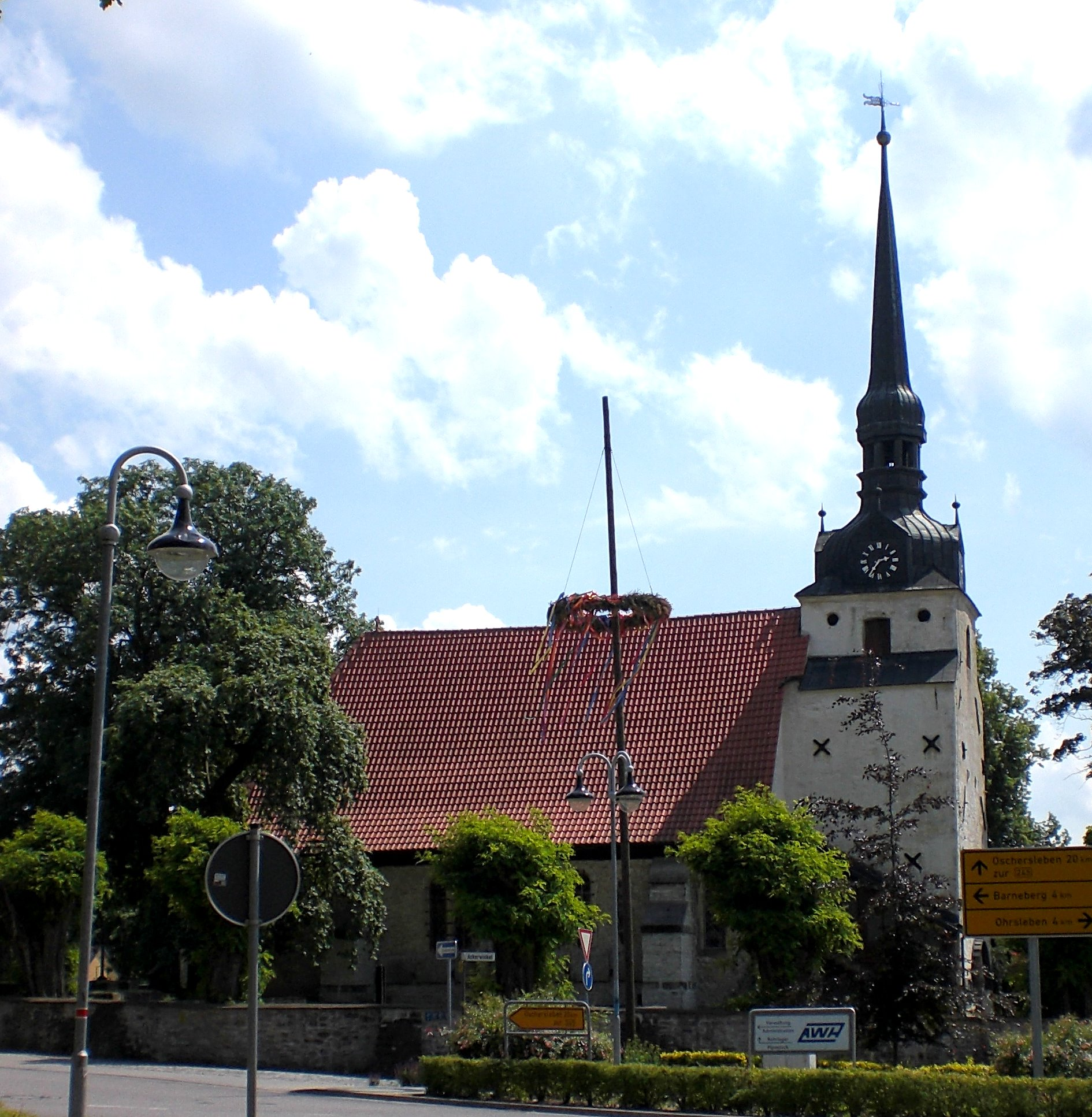
Nordseite

Die Decke des Kirchenschiffs ist als hölzerne Tonne ausgeführt. Eine auf geschnitzten Säulen ruhende Empore mit Balusterbrüstung umschließt das Kircheninnere. Auf der Westempore befindet sich die Orgel. Der unter anderem mit musizierenden Engelsfiguren und Knorpelwerk verzierte barocke Orgelprospekt wurde 1679/80 von Hans Jürgen Ammen geschaffen. Das damalige Orgelwerk wurde vom Mindener Orgelbauer Ahasverus Schütze geschaffen. Es verfügte über eine Springlade, 26 Register, zwei Manuale und Pedal. Im Geländer der Orgel befand sich ein Rückpositiv, welches jedoch bereits im 19. Jahrhundert abgerissen wurde. Das heutige Orgelwerk mit pneumatischer Taschenlade wurde 1934 durch die Firma Furtwängler & Hammer aus Hannover eingefügt und verfügt über zwei Manuale, Pedal und 17 Stimmen.
1939 erfolgte eine Restaurierung des Innenraums durch Fritz Leweke, deren Ergebnis durch eine weitere Restaurierung 1997 wieder hergestellt wurde.
Erwähnenswert ist ein im Untergeschoss des Turms befindlicher Grabstein für die 1604 verstorbene Hipolyta von Esebeck.

## Pfarrhaus
Südwestlich der Kirche befindet sich der Pfarrhof Hötensleben. Das heutige Pfarrhaus wurde nach einem Brand 1724 neu erbaut. 1864 fand eine Erweiterung statt. Die Pfarrscheune wurde 1937 zum Gemeindesaal umgebaut.